# Тарасовіт
Тарасові́т (англ. tarasovite; нім. Tarasovit m) — рідкісний мінерал класу силікатів.
Змішаношаруватий глинистий мінерал з чергуванням шарів слюди і смектиту у співвідношенні 3:1. Належить до гідрослюд. Названий на честь великого українського поета Т. Г. Шевченка (Є. К. Лазаренко, Ю. М. Корольов, 1970).

## Опис
Хімічна формула:
1. За Є. Лазаренком: (Na1,24K1,18 (H3O)0,61 Ca0,18) Al8[(OH)8Si12,65 Al3,35O40]∙2H2O.
2. За Українським радянським енциклопедичним словником (том 3): Mg0,12Ca0,17(3,8H2O)xNa1,24K1,18 Al8[Si12,9Al3,0O40](OH)8.

Відсотковий склад зразків з родовища Нагольно-Тарасівки (Донбас, Україна): Na2O — 2,4; K2O — 3,52; CaO −0,59; Al2O3 — 36,36; SiO2 — 47,58. Домішки: Fe2O3, FeO, MgO.
Сингонія ромбічна або моноклінна. Утворює лускуваті аґреґати. Густина 2,36. Твердість 1. Колір білий, рожевий, жовтий. Блиск скляний.
На території України скупчення тарасовіту є на Донбасі (зальбанди кварцових жил у родовищі Нагольно-Тарасівки).